# Combat de Juncal
El combat de Juncal és una batalla naval que va enfrontar l'esquadra de les Províncies Unides del Riu de la Plata sota l'ordre de l'almirall William Brown, contra la de l'Imperi del Brasil, sota el comandament del capità de fragata Sena Pereira, el 8 i 9 de febrer 1827 a l'illa Juncal, sobre el Riu de la Plata
Durant dos dies les dues esquadres es van enfrontar amb forces sensiblement iguals, però gràcies a la superioritat del seu sistema d'informació i la de la seva artilleria, la flota argentina es va poder apoderar de dos vaixells brasilers, el Januaria i el Brocoio, i incendiar-ne tres sense perdre pel seu costat un sol efectiu. Els brasilers es van retirar però dos vaixells només van arribar a bon port.
La tercera divisió – 17 vaixells – de l'esquadra brasilera comandada per Sena Pereira tenia la missió d'assegurar el control sobre el riu Uruguai, per tal de contenir l'exèrcit argentí que es desplegava a la Banda Oriental i feia incursions sobre el territori brasiler; es tractava de reforçar la frontera entre els territoris brasilers i les províncies litorals de l'Argentina; la divisió va ser devastada per la flota enemiga en allò que havia de ser la més clamorosa victòria republicana de la Guerra Cisplatina (1825- 1828).

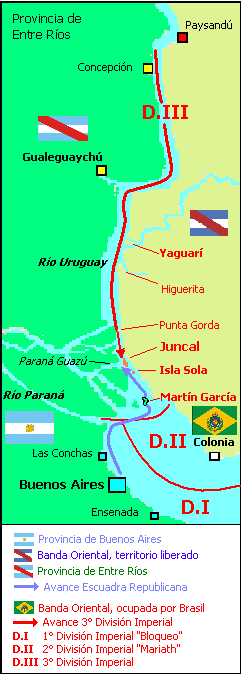
Zona de les operacions.

## El context polític

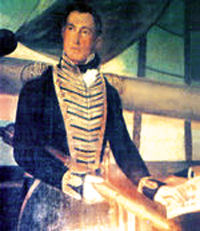
L'almirall Brown (oli de F.Goulu, 1825).

Perseguint la seva política amb expansió en direcció a la Conca de la Plata, les forces luso-brasileres van envair la Província Oriental entre 1816 i 1820 amb el pretext de combatre les forces del federalista i republicà José Gervasio Artigas. Aquests territoris havien estat incorporats al Regne Unit de Portugal, Brasil i l'Algarve sota el nom de Província Cisplatina. Després de la independència del Brasil el 1822, el nou emperador Pere II va confirmar l'ocupació del país sobre aquesta província.
Mentre que el govern de Buenos Aires manifestava una actitud de política d'espera prudent de cara a una invasió que el desfeia d'un opositor en la persona d'Artigas, al preu de la pèrdua d'una província, l'opinió pública unànime exigia la ruptura amb el Brasil. El 19 d'abril de 1825, les províncies de Santa Fe i d'Entre Ríos, amb el suport de Buenos Aires, van enviar una petita força expedicionària – els Trenta-tres Orientals – que va embarcar a San Isidro sota la direcció de Juan Antonio Lavalleja i de Manuel Oribe. Van desembarcar sobre la riba oriental del riu Uruguai. Ràpidament van aconseguir reunir al seu moviment la població rural uruguaiana, es van instal·lar a Montevideo, van formar el «Congrés de la Florida», i van sol·licitar la seva annexió a les Províncies Unides del Riu de la Plata. El congrés de 1824 va acceptar aquesta petició. Com a resultat, el Brasil va declarar la guerra, seguit per l'Argentina l'1 de gener de 1826.
La república va confiar l'ordre de les seves forces armades a Carlos María de Alvear, mentre que va encarregar l'almirall Brown la construcció d'una flota de guerra. El Brasil va reaccionar augmentant les seves forces al doble de les argentines, la majoria de les quals estaven formades per mercenaris alemanys. La flota imperial brasilera, amb 80 efectius, dels quals alguns estaven armats per canons de llarg abast, era superior en nombre i en potència de tir a la flota republicana argentina.
L'esquadra brasilera va establir ràpidament un bloqueig, que la república va intentar contrarestar per accions dutes a terme per corsaris de la seva petita esquadra.

## El context estratègic

### Tercera divisió imperial
Al començament del segon any de les hostilitats, aprofitant la seva àmplia superioritat numèrica, les forces navals de la Marina del Brasil, desplegades sobre el Riu de la Plata sota l'ordre de l'almirall Rodrigo Pinto Guedes, es van separar per formar tres divisions:
- la primera divisió «oriental» havia d'assegurar la seguretat de la costa est (l'actual Uruguai) de la desembocadura del riu Uruguai fins a l'oceà Atlàntic. La majoria de les forces eren reagrupades a la divisió «Mariath», sota el comandament de Frederico Mariath, i havia de donar suport a la tercera divisió.
- la segona divisió «blocus» havia d'impedir el trànsit marítim i fluvial fins al port principal de Buenos Aires i els ports secundaris de la costa de la província (Las Conchas, Ensenada de Barragán i El Salado), sota les ordres del capità John Charles Pritz.
- la tercera divisió naval «imperial», sota les ordres del capità de fragata Jacinto Roque de Sena Pereira, tenia l'objectiu de pujar el riu Uruguai, per dividir el front argentí explotant els desacords polítics que oposaven les províncies d'Entre Ríos i Buenos Aires, desacords exacerbats per la ratificació de la Constitució de 1826. La tercera divisió havia de vigilar igualment el conjunt del riu Uruguai, tallant els aliments a la força expedicionària argentina que s'havia aventurat en territori brasiler, i afavorint un atac eventual per tal d'ocupar Entre Ríos.

## El combat

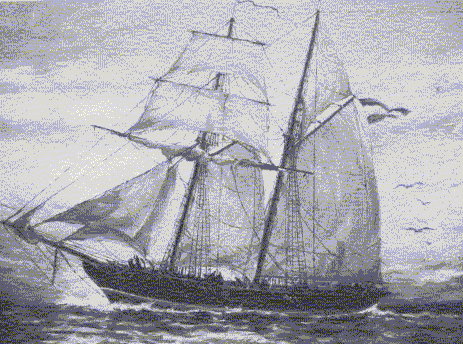
Goleta Sarandí.

L'esquadra argentina comptava amb quinze vaixells, entre ells tres vaixells més grans: la Goleta Sarandí, nau insígnia, al comandament directe de Brown, la Goleta Maldonado al comandament del jove Francis Drummond, i el Bergantín Balcarce, amb catorze canons de a sis-vuit, al comandament del capità Francisco José Seguí. Completaven l'esquadra les goletes Pepa (al comandament de Calixto Silva), Guanaco (Guillermo Enrique Granville), Unión (Malcolm Shannon), la sumaca Uruguay (Guillermo Mason) i vuit canons. En total, 69 canons i una dotació d'uns 750 homes.
L'esquadra brasilera disposava de 17 naus (1 bergantí, 11 goletes i 5 canons): la Goleta Oriental, nau insígnia, al comandament del capità Jacinto Roque de Sena Pereira, el Bergantín Dona Januária al comandament de Pedro Antonio Carvalho, la Goleta Bertioga, comandada pel tinent George Broom, la Liberdade do Sul al comandament del tinent Augusto Venceslau da Silva Lisboa, la 12 de Outubro, la Goleta Fortuna, la Goleta Vitoria de Colonia, la Goleta Itapoã sota el comandament del tinent Germano Máximo de Souza Aranha, la Goleta 7 de Março, la Goleta Brocoió al comandament del tt. Francisco de Paula Osório, la Goleta 9 de Janeiro, la Goleta 7 de Setembro, dos canons tipus goleta ("gun schooner"), l'Atrevida i la Paraty i els canons Cananéia, Paranaguá e Iguapé. En total, uns 65 canons aproximadament i una dotació d'uns 750 homes. Per primera i única vegada en la guerra, existia una relativa paritat en les forces contendents, o, si més no, l'avantatge del Brasil no era gran.

## Conseqüències

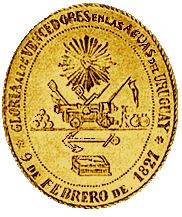
Medalla dels vencedors de Juncal.

Amb dotze vaixells capturats, tres incendiats i només dos que van poder escapar, la batalla va implicar una considerable pèrdua per als brasilers i va representar el major triomf de l'esquadra argentina.
A l'escenari general de la guerra, va frustrar l'intent de tallar les línies de la força expedicionària i d'alliberar el riu Uruguai per a una ofensiva sobre el litoral argentí, la qual possiblement hagués posat fi a la Confederació o, si més no, hagués produït la separació de les seves províncies litorals.
A Buenos Aires, Brown va ser rebut amb fogueres i orquestres. S'havia convertit en l'home més popular de la República.
Sena Pereira va ser empresonat per Brown. Aquest va reconèixer la seva valentia i el va recomanar al seu govern,"per la seva bravura i intrèpida defensa, que el presenten com un company d'armes". No obstant això, Sena Pereira va fugir, faltant a la paraula donada. A principis de 1829, seria un dels que lliuressin la plaça de Montevideo als uruguaians.
La victòria naval republicana a Juncal va ser seguida ràpidament per la terrestre del 20 de febrer de 1827 durant la batalla d'Ituzaingó i la del 28 de febrer de 1827 a Carmen de Patagones. A partir d'aquell moment, la situació del conflicte va arribar a un punt mort: l'Imperi havia estat vençut militarment en diversos fronts, però les Províncies Unides encara no aconseguiran controlar Montevideo i Colonia del Sacramento, les dues ciutats més grans de la Banda Oriental, les quals encara estaven sota el control del Brasil. Amb la batalla de Monte Santiago, Brasil va aconseguir imposar supremacia naval: després de Monte Santiago ja no es podria combatre més en "línia de fila", ja no seria possible enfrontar obertament a unitats enemigues de mitjà o major poder. La flota argentina va quedar reduïda a unes poques goletes i canoneres que només arribaven per defensar el port, fustigar els avenços imperials sobre el port del Salado al sud i pel nord donar suport de comboi als transports de reforços i proveïments al capdavant oriental. L'ambaixador britànic a Rio de Janeiro, Sir Robert Gordon, escriuria a lord Ponsonby: "Els recursos d'aquest Imperi semblen immensos i creient com jo que Brown no pot amb les seves goletes aniquilar l'armada brasilera, simplement haurà vostè el bloqueig restablert amb més vigor". Així, la lluita en alta mar quedaria reduïda per la resta de la contesa als esforços dels corsaris.
Aquesta situació conduiria finalment a la signatura de la Convenció Preliminar de Pau, per la qual la Província Oriental del Riu de la Plata es va independitzar amb el nom d'«Estat Oriental de l'Uruguai».